# Christian Sørensen Longomontanus
Christian Sørensen Longomontanus, né à Lomborg le 4 octobre 1562, mort à Copenhague le 8 octobre 1647, est un astronome et mathématicien danois.

## Biographie
Né en 1562 à Laëngsberg (Jutland), d'où son nom de Longomontanus, il fut recteur du gymnase de Viborg et professeur de mathématiques à Copenhague. 
D'origine modeste, il devient assistant de Tycho Brahe et travaille pendant six ans à l'observatoire d'Uraniborg. Chassé de cet observatoire en même temps que son maître en 1597, il rencontre et collabore avec Johannes Kepler à Prague. En 1603 il est nomme recteur de l'école de Viborg, puis élu, deux ans plus tard, professeur à l'université de Copenhague. Il y occupe la chaire de mathématiques à partir de 1607 jusqu'à sa mort en 1647.
Dans son traité Astronomie danica, paru en 1622, il cherche à concilier les systèmes du monde de Tycho Brahe avec celui de Nicolas Copernic et admet le mouvement diurne de la Terre, tout en rejetant son mouvement annuel.
En 1632, il lance la construction de la Rundetårn, observatoire d'Etat à Copenhague), mais ne la verra pas achevée. 
En 1643, il prétend avoir réussi la quadrature du cercle. 

## Œuvres

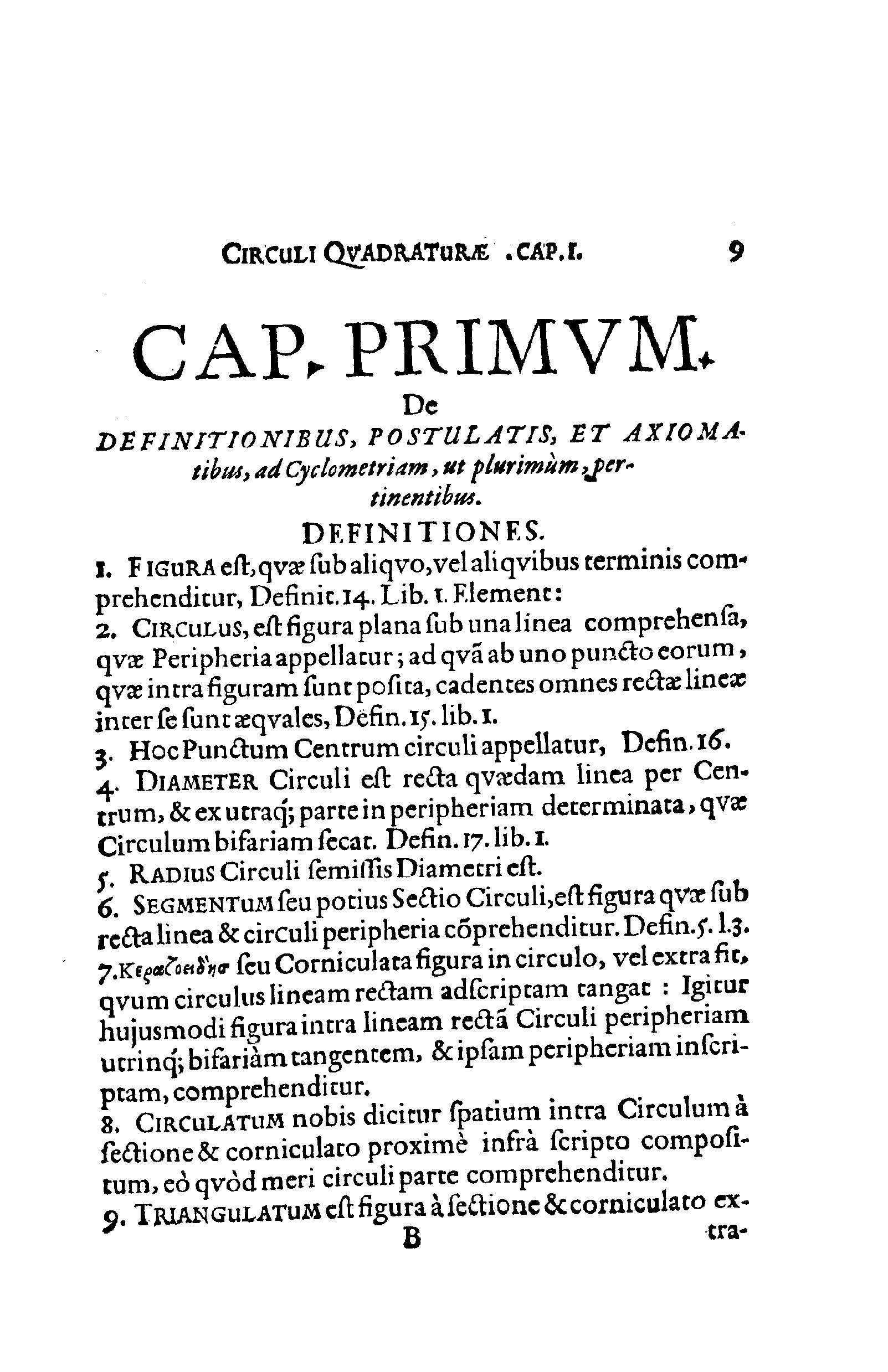
Inventio quadraturae circuli, 1634

- Systematis Mathematici, etc. (1611)
- Cyclometria e Lunulis reciproce demonstrata, etc. (1612)
- Disputatio de Eclipsibus (1616)
- Astronomia Danica, etc. (1622)
- Disputationes quatuor Astrologicae (1622)
- Pentas Problematum Philosophiae (1623)
- De Chronolabio Historico, seu de Tempore Disputationes tres (1627)
- Geometriae quaesita XIII. de Cyclometria rationali et vera (1631)
- Inventio Quadraturae Circuli (1634)
- Disputatio de Matheseos Indole (1636)
- Coronis Problematica ex Mysteriis trium Numerorum (1637)
- Problemata duo Geometrica (1638)
- Problema contra Paulum Guldinum de Circuli Mensura (1638)
- Introductio in Theatrum Astronomicum (1639)
- Rotundi in Plano, etc. (1644)
- Admiranda Operatio trium Numerorum 6, 7, 8, etc. (1645)
- Caput tertium Libri primi de absoluta Mensura Rotundi plani, etc. (1646)